# La Défense du sampo
La Défense du sampo – en finnois Sammon puolustus – est un tableau réalisé par le peintre finlandais Akseli Gallen-Kallela en 1896. Cette tempera sur toile est une peinture mythologique illustrant un épisode du Kalevala, l'épopée composée par Elias Lönnrot. Elle représente le combat pour le sampo qui a lieu dans une barque entre Väinämöinen et Louhi, laquelle a pris la forme d'un monstre ailé. Une commande de Salomo Wuorio, cette œuvre est aujourd'hui conservée au musée d'Art de Turku, à Turku. 